# Émile Mpenza
Eka Basunga Lokonda Mpenza (4 de julio de 1978) es un exfutbolista belga, hermano del también exfutbolista Mbo Mpenza, que jugaba como delantero.
Émile Mpenza ha jugado, por este orden, en el Plymouth Argyle Football Club, KV Cortrique, el Royal Excelsior Mouscron, el Standard de Lieja, el Schalke 04, nuevamente en el Standard de Lieja, el Hamburgo SV, el Al-Rayyan, el Manchester City FC.

## Selección nacional
Fue internacional con la selección de fútbol de Bélgica en 57 partidos internacionales en los que anotó 19 goles.

### Participaciones en Copas del Mundo
| Mundial                        | Sede    | Resultado    |
| ------------------------------ | ------- | ------------ |
| Copa Mundial de Fútbol de 1998 | Francia | Primera fase |

### Participaciones en Eurocopas
| Torneo        | Sede                     | Resultado    |
| ------------- | ------------------------ | ------------ |
| Eurocopa 2000 | Bélgica y · Países Bajos | Primera fase |

## Clubes
| Club               | País       | Año       |
| ------------------ | ---------- | --------- |
| KV Cortrique       | Bélgica    | 1995-1996 |
| Excelsior Mouscron | Bélgica    | 1996-1997 |
| Standard de Lieja  | Bélgica    | 1997-1999 |
| Schalke 04         | Alemania   | 2000-2003 |
| Standard de Lieja  | Bélgica    | 2003-2004 |
| Hamburgo SV        | Alemania   | 2004-2006 |
| Al-Rayyan          | Catar      | 2006-2007 |
| Manchester City    | Inglaterra | 2007-2008 |
| Plymouth Argyle    | Inglaterra | 2008-2009 |
| FC Sion            | Suiza      | 2009-2010 |
| Neftchi Baku       | Azerbaiyán | 2010-2012 |
| SC Eendracht Aalst | Bélgica    | 2013-2014 |

## Palmarés

### Campeonatos nacionales
| Título                     | Club         | País       | Año  |
| -------------------------- | ------------ | ---------- | ---- |
| Copa de Alemania           | Schalke 04   | Alemania   | 2001 |
| Copa de Alemania           | Schalke 04   | Alemania   | 2002 |
| Liga Premier de Azerbaiyán | Neftchi Baku | Azerbaiyán | 2011 |